# Genevieve Grotjan Feinstein
Genevieve Marie Grotjan Feinstein (Buffalo, 30 de abril de 1913 — Fairfax, 10 de agosto de 2006) foi uma matemática e criptógrafa estado-unidense. Durante a Segunda Guerra Mundial, trabalhou no Serviço de Inteligência de Sinais, onde decifrou os códigos da máquina criptográfica japonesa Purple, e posteriormente trabalhou no projeto Venona durante a Guerra Fria.

## Biografia
Em fevereiro de 1936, Genevieve graduou-se em matemática na Universidade Estadual de Nova Iorque em Buffalo com summa cum laude. Posteriormente trabalhou como estatística no Conselho de Reforma de Ferrovias. A sua alta pontuação obtida num teste de matemática do serviço civil em 1939 chamou a atenção de William F. Friedman, que a contratou para trabalhar como criptoanalista no Serviço de Inteligência de Sinais. Durante dezoito meses, ela trabalhou com outros decifradores para analisar o sistema de criptografia usado na Máquina Criptográfica japonesa do Tipo B, que foi designada nos Estados Unidos como Purple (roxa).:p. 8 Ela desempenhou um papel fundamental na decifração da chave da cifra, tendo descoberto o comportamento cíclico do código a 20 de setembro de 1940.:99 Isto possibilitou a construção de uma máquina equivalente pelo Serviço de Inteligência de Sinais, que por sua vez possibilitou a interceptação de quase todas as mensagens trocadas entre o governo japonês e as suas embaixadas nos países estrangeiros. Os relatórios codificados da máquina elaborados pelo embaixador japonês em Berlim, Hiroshi Oshima, foram a principal fonte de inteligência sobre os planos das potências do Eixo.:102
Em 1946, ela foi agraciada com o Prémio de Serviço Civil Excecional pelo militar Paul Everton Peabody por seu serviço de guerra.
Posteriormente ingressou ao projeto Venona, onde decodificou as mensagens criptografadas enviadas pelo Comité de Segurança do Estado e pelo Departamento Central de Inteligência da União Soviética. Graças aos seus avanços significativos realizados em novembro de 1944, os criptógrafos estado-unidenses conseguiram reconhecer quando uma chave de uso único era reutilizada. Mesmo após ao fim da Segunda Guerra Mundial, Feinstein continuou a trabalhar no Serviço de Inteligência de Sinais, tendo renunciado ao cargo em 1947. Posteriormente foi professora de matemática da Universidade George Mason.
Em 1943 Genevieve Grotjan casou-se com o químico Hyman Feinstein que trabalhava no Instituto Nacional de Padrões e Tecnologia, com quem teve o filho Ellis, que morreu de um problema cardíaco aos vinte e dois anos. Grotjan morreu em 2006.
O avanço de Feinstein ao decifrar a máquina Purple foi descrito na obra Encyclopedia of American Women at War, como "uma das maiores conquistas na história da quebra de códigos dos Estados Unidos". Ela foi empossada postumamente no Salão de Honra da Agência de Segurança Nacional em 2010, e um prémio de criptologia foi criado na Universidade George Mason em sua homenagem. Em 2018, a Universidade Estadual de Nova Iorque em Buffalo atribuiu-lhe o título de "heroína estado-unidense".